# فريدريك ريتشاردسون
فريدريك ريتشاردسون (بالإنجليزية: Frederick Richardson)‏ (29 مارس 1878 في أستراليا - 7 مارس 1955) هو لاعب كريكت أسترالي. لعب مع فريق تسمانيا للكريكت.

## وصلات خارجية
- فريدريك ريتشاردسون على موقع إي آس بي آن كريك إنفو (الإنجليزية)